# 神明 (鴻巣市)
神明（しんめい）は、埼玉県鴻巣市の町名である。現行行政地名は神明一丁目から三丁目。住居表示実施地区。郵便番号は365-0074。

## 地理
埼玉県の県央地域で、鴻巣市中央部の大宮台地北端の縁に位置する。西は加美、南は宮地、北は八幡田に隣接する。地内は主に住宅地や商業地だが、北部は農地も見られる。

## 歴史
- 1966年（昭和41年）5月1日 - 大字箕田・八幡田の各一部から神明一丁目、大字八幡田の一部から神明二丁目〜三丁目が住居表示を実施して成立[6][5]。

## 世帯数と人口
2017年（平成29年）10月1日現在の世帯数と人口は以下の通りである。
| 丁目       | 世帯数  | 人口    |
| ---------- | ------- | ------- |
| 神明一丁目 | 222世帯 | 526人   |
| 神明二丁目 | 328世帯 | 792人   |
| 神明三丁目 | 389世帯 | 931人   |
| 計         | 939世帯 | 2,249人 |

## 小・中学校の学区
市立小・中学校に通う場合、学区は以下の通りとなる。
| 丁目       | 番地 | 小学校               | 中学校               |
| ---------- | ---- | -------------------- | -------------------- |
| 神明一丁目 | 全域 | 鴻巣市立鴻巣北小学校 | 鴻巣市立鴻巣北中学校 |
| 神明二丁目 | 全域 | 鴻巣市立鴻巣北小学校 | 鴻巣市立鴻巣北中学校 |
| 神明三丁目 | 全域 | 鴻巣市立鴻巣北小学校 | 鴻巣市立鴻巣北中学校 |

## 交通

### 道路
町内を国道17号が縦断しており、国道の西側に神明一丁目、東側に神明二丁目、三丁目が位置している。国道17号とほぼ旧中山道にあたる埼玉県道164号鴻巣桶川さいたま線が、神明交差点で分岐しており、埼玉県道164号鴻巣桶川さいたま線は一丁目の西端を通過している。

### 鉄道
町域の南西境を高崎線が通るが、鉄道駅は設置されていない。

## 施設
- 神明神社[5]
- 鴻巣神明郵便局
- 鴻巣市立鴻巣北小学校
- あおぞら保育園
- 神明二丁目会館
- 神明一丁目二号公園
- 神明二丁目公園
- 神明三丁目公園